# الجر (الحديدة)

تعديل مصدري - تعديل

الجر هي إحدى قرى مديرية باجل، التابعة لمحافظة الحديدة اليمنية، بلغ تعداد سكانها 2518 نسمة حسب الإحصاء الذي أجري عام 2004.